# Route verte (de Bordeaux à Royan)
Pour les articles homonymes, voir Route verte.
La Route verte est un itinéraire touristique reliant Bordeaux à Royan en Charente-Maritime, passant par Blaye et longeant au plus près l'estuaire de la Gironde.
La route est signalée « Bordeaux par la côte » depuis Royan ou « Royan, par la côte » depuis Blaye, et « Corniche fleurie » entre Blaye et Bourg.
À cause des nombreux virages dus au franchissement de vallées et de falaises mortes le long de l'estuaire, le kilométrage depuis Bordeaux est plus important que par la route directe, la RD 137 (ex-RN 137) et la RD 730.

## Itinéraire de Royan à Blaye
La route s'appelle la Route verte ou la Route côtière et relie le pays royannais en Charente-Maritime à la région vinicole du Blayais, dans le département de la Gironde, en longeant au plus près l'estuaire de la Gironde.

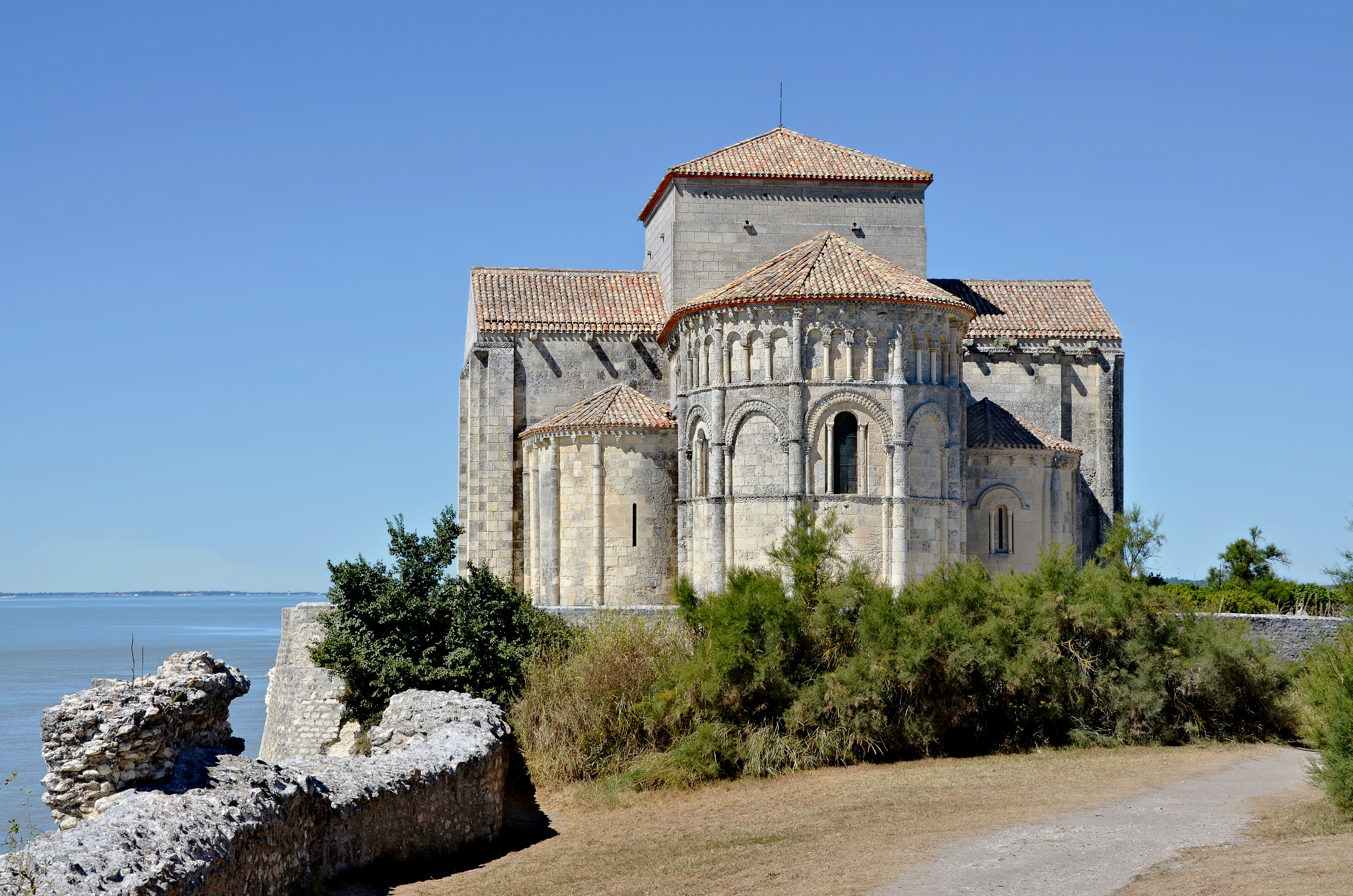
Église Sainte-Radegonde de Talmont-sur-Gironde

La route quitte Royan par la RD 145, passant par les stations balnéaires de Saint-Georges-de-Didonne et de Meschers avant d'atteindre le village touristique de Talmont, classé parmi les plus beaux villages de France. Elle passe ensuite à proximité du site gallo-romain de Barzan, traverse le port de pêche de Saint-Seurin-d'Uzet puis rejoint la petite ville de Mortagne. La route s'écarte alors un peu à cause du relief, passe par Saint-Fort-sur-Gironde avant de pénétrer les terres de l'ancien comté de Cosnac et d'atteindre le château de Beaulon et ses Fontaines bleues à Saint-Dizant-du-Gua. De là, le paysage devient plus vallonné et la route serpente au milieu de coteaux couverts de vignobles appartenant au domaine de production du Cognac et du Pineau. Elle traverse encore les villages de Saint-Thomas-de-Conac, de Saint-Sorlin-de-Conac et de Saint-Bonnet, puis passe à proximité du Pôle-nature de Vitrezay avant de franchir la limite administrative entre les départements de la Charente-Maritime et de la Gironde, qui sépare également les anciennes régions Poitou-Charentes et Aquitaine. 
La route se poursuit jusqu'à la petite ville de Saint-Ciers-sur-Gironde, atteint Braud-et-Saint-Louis où se situe la centrale nucléaire du Blayais, puis, longeant de grands marais, arrive finalement à Blaye, petite sous-préfecture groupée autour de sa citadelle classée patrimoine mondial de l'humanité.

## Itinéraire de Blaye à Saint-André-de-Cubzac
En amont de Blaye, c'est la Route de la corniche fleurie qui prend le relais (anciennement appelée Route des capitaines) jusqu'à Bourg, au milieu de vignobles de réputation internationale. À Blaye, les panneaux indiquent « Route de la corniche fleurie » ou « Route de la corniche ». Elle emprunte la RD 669 par Bourg et Saint-André-de-Cubzac, ménageant de spectaculaires points de vue sur l'estuaire de la Gironde, sur l'archipel girondin, sur le bec d'Ambès puis sur la Dordogne.

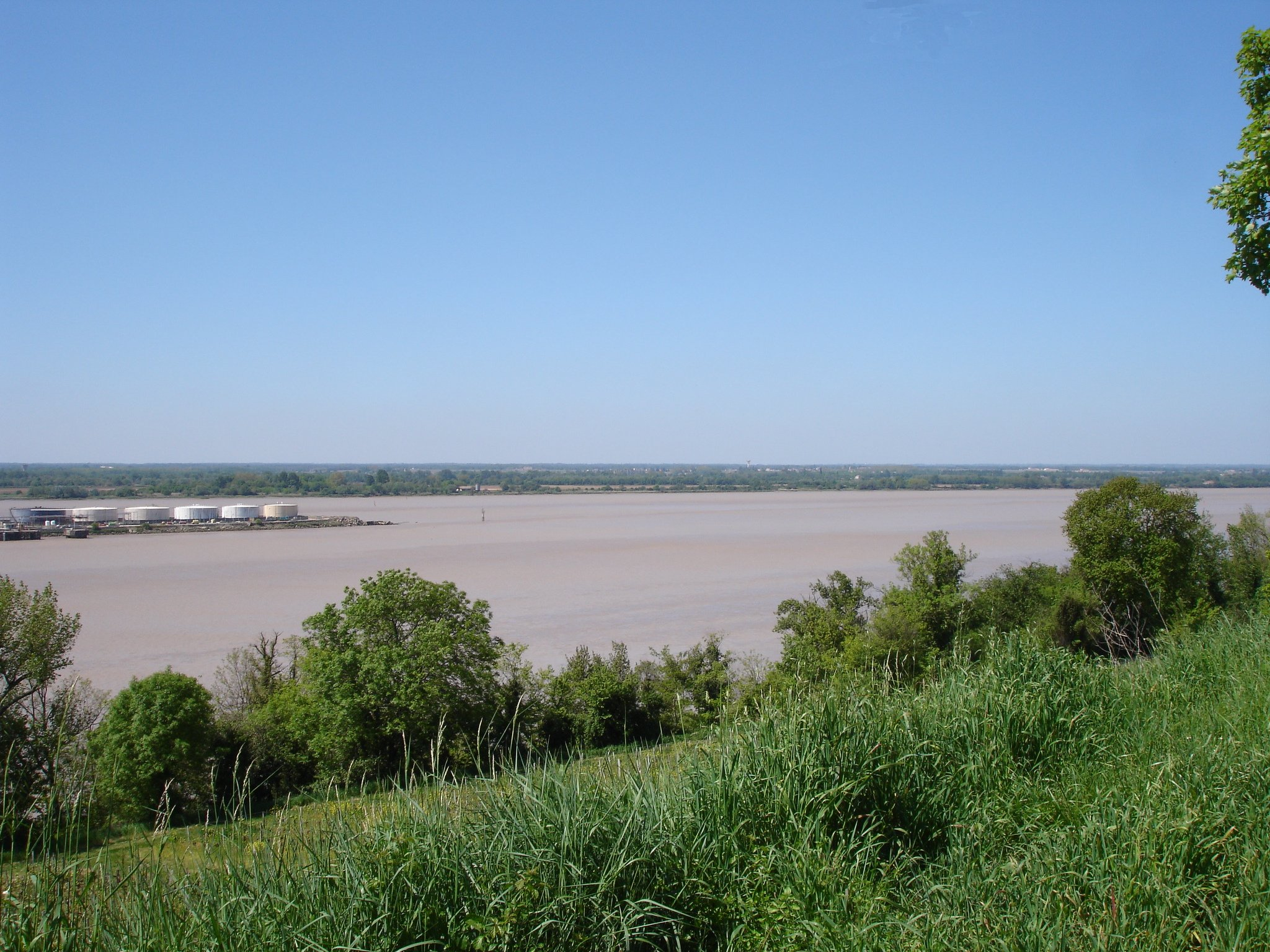
La Gironde au bec d'Ambès

Longeant encore plus près la rive de l'estuaire, la petite route RD 669e1 serpente au milieu de paysages marqués par de puissantes falaises abritant des habitations troglodytes (certaines arborent des façades sculptées, en particulier près du chemin de Marmisson), des carrelets et des maisons de pêcheurs. La végétation prend ici des accents quasi méditerranéens et mêle des essences aussi diverses que lauriers roses, bananiers et palmiers. De Blaye à Bourg, la vigne est également reine, et l'on traverse deux domaines réputés : le vignoble de Blaye et le vignoble de Bourg. Le chemin est rythmé par une série de hameaux pittoresques : Le Pain de Sucre, Bayon, Marmisson, Gauriac et Roque de Thau.
À proximité du château Tayac, une table d'orientation et des panneaux d'information permettent de mieux appréhender l'histoire, la géographie, l'environnement et le patrimoine de cette région de France. Baptisé « Une fenêtre sur l'estuaire », ce point-information offre une vue panoramique sur l'archipel girondin (île Verte, île Nouvelle, île Paté notamment) et sur le bec d'Ambès.